# Jókai (japán folklór)

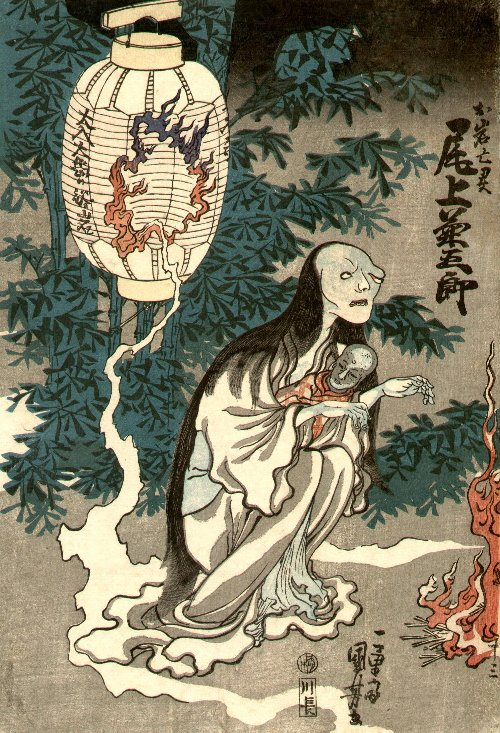
Utagava Kunijosi portréja egy Oiváról

A jókai (妖怪; Hepburn: yōkai; fordítása démon, szellem vagy szörny) a természetfölötti teremtmények gyűjtőfogalma a japán folklórban. Szokták mononokénak, vagy obakénak nevezni őket. Ám ez utóbbit, inkább egy, a jókai-okon belüli csoportként értelmezik, mindazonáltal szintén rokonértelmű kifejezés.

## Áttekintés
A jókai egységesen magába foglalja a gonosz onitól (emberevő óriás) kezdve a csintalan kicunén (ravaszdi rókaszellem) át egészen a Juki-onnaig (hószellem) mindent. Egyik típusuk a félig állat, félig ember lények (pl. Kappa és Tengu). A jókaik talán egyetlen közös jellemzője, hogy természetfeletti hatalommal rendelkeznek.
Az emberek és jókaik közti találkozások rendszerint drámai végkifejlettel zárulnak. A jókaikat többnyire átláthatatlan tervek és indítékok motiválják cselekedeteikre. Bizonyos történetek azonban egyértelműen beszámolnak arról, hogy a jókai szándéka a közösülés a kiszemelt emberi lénnyel, azzal a szándékkal, hogy fél-jókaikat (Han'jó) hozzanak a világra. Ezek a históriák szép szerelmi történetként kezdődnek, ám leginkább tragikusan végződnek, többnyire az emberi fél tiszteletlenségéből kifolyólag.
A jókaik egy bizonyos része messze elkerüli az emberekkel való érintkezést, és az emberi lakóhelyektől távol, elszigetelten él. Mások viszont kimondottan emberek közt tanyáznak, általában egy épülethez vagy konkrét személyhez való kötődésük miatt. Sok esetben átveszik egy lázas ember teste felett az uralmat. A jókaihoz hagyományosan köthető a tűz, az északkeleti irány és a nyári évszak, amikor megerősödik kapcsolatuk a Földdel. Rendszerint rettenetes vagy mulatságos külsővel rendelkeznek. Az emberi fegyverekkel a többségüket képtelenség megsebesíteni vagy elpusztítani. De a sintoista ördögűzők (jap. 退治屋 taidzsija) vagy a buddhista szerzetesek rendelkeznek a kellő erővel, hogy felvegyék a harcot velük szemben.
A japán néprajzkutatók és történészek „a természetfölötti vagy megmagyarázhatatlan jelenségek definíciójaként” értelmezik a jókait. Az Edo-korban több művész, mint például Torijama Szekien alkotott meg sok jókait a folklór által megihletve vagy a saját ötleteik alapján. Ezek számát igen magasra becsülik (l. Kameosza, Amikiri), és sok esetben helytelenül legendás eredetűeknek tulajdonítják őket.
Az 1960-as évektől fogva Sigeru Mizuki mangaka, Ge Ge Ge no Kitaro című műve révén a jókaik sok fajtája vált népszerűvé. Lafcadio Hearn kísértethistória-gyűjteménye, a Kvaidan: Történetek és különös dolgok tanulságai történeteivel további információkkal szolgál a jókaikról.

## Típusok
A japán mondavilág bővelkedik a jókaikban. Ez a fogalom tulajdonképpen magába foglal minden, természetfeletti hatalommal bíró lényt, szörnyeteget vagy különös teremtményt. Japánban még az európai folklór alakjait is ezzel a szóval jellemzik. Nem ritka, hogy európai eredetű mitológiai lények mostanra a japán mesevilág szerves részét képezik, a köztudatba olyan módon beleivódva, hogy arra annak sajátosságaként tekintenek.(pl. az angol Bugbear, vagy a bajor, osztrák eredetű Schrat) Nincs egységes kategorizálása a jókaiknak, itt hét típusra osztva mutatjuk be őket.

### Júrei
A jókaikon belül egy csoport. Lényegében azonosak a nyugati világ szellemeivel. Maga a szó, alakját tekintve két kandzsiból áll, úgy mint  幽 (jú) "gyenge" vagy "tompa" és 霊 (rei) mint "lélek". Alternatív elnevezései több más jelentéseket hordoznak, a 亡霊 (bórei) például elhagyott vagy tönkretett lelket jelent. A 死霊 (sirjó) pedig halott szellemet, de ott van még a jókai, vagy az obake, amiken belül külön csoportot alkotnak.
A júrei tulajdonképpen olyan lélek, amely valamilyen okból kifolyólag képtelen átkelni a túlvilágra.

#### Áttekintés

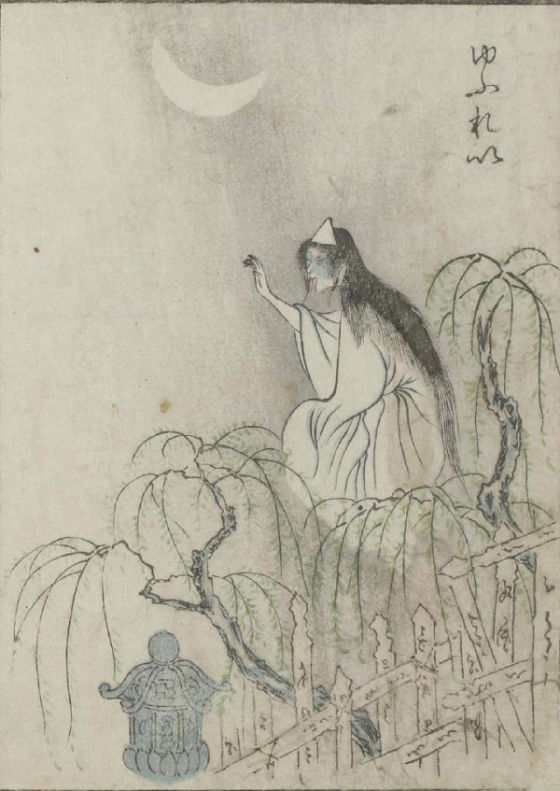
Júrei

Japánban hagyományosan úgy tartják, minden embernek van egy szelleme vagy lelke 霊魂 (reikon). Amikor egy személy meghal, a reikon elhagyja a testet és belép egyfajta tisztítótűzbe. A megfelelő temetési és az utána lévő szertartások képezik ezt, hogy a lélek megnyugodhasson és csatlakozhasson őseihez. Ha ez problémamentesen végbemegy, a reikonról azt gondolják, hogy a család egy védelmezőjévé vált. Eztán minden év augusztusában, az Obon fesztiválon hálát adnak neki. Azonban ha az illető hirtelen vagy erőszakos halált halt, például gyilkosság, öngyilkosság formájában, a megfelelő szertartásokat pedig nem hajtják időben végre, illetve azokat befolyásolják az erős érzelmek, mint szeretet, bosszúvágy, féltékenység, gyűlölet vagy bánat, akkor a reikon visszatér a fizikai világba és júreié változik. A júrei egészen addig folytatja szellemjárását, amíg a szertartást hibátlanul végre nem hajtják vagy az érzelmi konfliktus meg nem oldódik. A szellem mindig egy adott helyhez van kötve, leggyakrabban halála helyszínéhez vagy kedvese lakhelyéhez. Általában éjjel kettő és három óra között jelennek meg. Japánban ez a boszorkányok órája, amikor az élők és holtak világa közti fátyol a leghalványabb. A júrei ellen hatásos védekezés az ofuda, egy sintó talizmán, ami egy kami nevét tartalmazza. Ha a ház ajtajára és ablakaira tesszük, a júrei képtelen bemenni az épületbe. Ha pedig a szellem homlokára, akkor elmenekül.

#### Megjelenés
A júreik gyakorta tűnnek fel nó darabokban. Továbbá rendszeres szereplői a japán kísértettörténeteknek, vagyis a kaidanoknak.
A késő 17. században egy játék, a Hjakumonogatari Kaidankai vált népszerűvé. Lényege az volt, hogy este összeült egy szobában a társaság, meggyújtottak száz gyertyát, majd a játékosok mindegyike mesélt egy történetet. Mindegyik után eloltottak egy gyertyát. A mesék egyre ijesztőbbek lettek, s mire minden fény kialudt, állítólag megjelent egy júrei.
Mostanra a júreik kinézete viszonylag egységessé vált, amik markáns kulturális jegyeket mutatnak. Többségük jellegzetes fehér, halotti kimonót visel; haja hosszú, fekete és kócos. Kezük élettelenül himbálózik a csuklójukon, lábuk általában nem látszik, mivel a hosszú kimonó eltakarja azt. Rendszerint a föld felett lebegnek, halotti lángok vagy levegőben úszó mocsári fények kíséretében.

#### Besorolás
Bár minden japán szellem júrei, azon belül további kisebb csoportokra lehet bontani őket. Ezeket a csoportosításokat a halál módja vagy a júrei visszatérésének oka szabja meg.
- Onrjó – Azok a bosszúálló szellemek, akik visszatérnek a tisztítótűzből, mert valami rossz történt velük, még életükben.
- Ubume – A szülés során életét vesztett édesanyák szellemei, akik haláluk után is próbálnak gyermekükről gondoskodni.
- Gorjó – Az arisztokrácia júreiei, különösen az erőszakos halálban elhunytaké.
- Funajúrei – Azok kísértetei, akik a tengerben lelték halálukat.
- Zasiki varasi – Gyermekek lelkei, gyakran pajkosak inkább, mint veszélyesek.
- Szamuráj szellemek – A Genpei háború hősi halottjai. A nó színházban gyakori szereplők.
- Csábító szellemek – Olyan kísértetek, akik haláluk után szexuális együttlétet kezdeményeznek élő emberekkel.

### Henge (Obake)
Japánban rengeteg állatfajról tartják úgy, hogy rendelkezik varázserővel. Ezeket többnyire hengének (変化) nevezik, vagyis alakváltóknak. Mágiájukat leginkább arra használják, hogy emberré változzanak, rendszerint nővé. Hasonlóak a közép-európai tündérmesék állati szereplőihez, akik emberi jellemvonásokkal rendelkeznek. A henge jókaik az állatvilág vezetői, fajtársaiknál minden szempontból kiválóbbak.

#### Legismertebb képviselői
A henge jókaik azon fajtái, akik a történetekben legnagyobb gyakorisággal feltűnnek vagy a legközismertebbek:

##### Tanuki

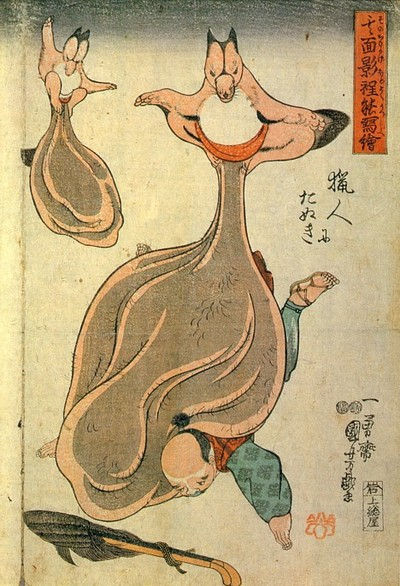
Utagava Kunijosi 1852-es Tanuki ábrázolása

Tanuki, (狸 vagy タヌキ) magyarul japán nyestkutya. Nyugaton gyakorta nézik borznak vagy mosómedvének. Pedig e kettővel ellentétben általában szerencsét hoz, vidám és pajkos. Egész Japán-szerte gyakoriak a tanuki szobrok, templomok, szentélyek, éttermek és különösen tészta boltok bejáratainál. Gyakran van ezeken hatalmas, kúp alakú kalap, kanna a kezükben, vagy szaké az egyik, váltó, esetleg üres pénztárca a másik kezükben. A hagyományos tanuki ábrázolásokon azonban rendszerint nagy kerek hassal és hatalmas földig érő herékkel ábrázolják őket. Amit a hátukra vetnek, mint utazó a poggyászát, vagy dobként használják. Ez a mulatságos ábrázolásmód a Kamakura-korban alakult ki. Újabban készültek olyan megjelenítések is, ahol a heréik helyett a hasukon dobolnak. Japánban november 8-át a tanukik ünnepévé nyilvánították, mivel a tanukik nyolc különleges jellemvonással és tárggyal rendelkeznek, amelyek szerencsét hoznak, és a császár is ebben a hónapban teszi híres látogatását.
Nyolc szerencsés jellegzetessége az alábbi:
(1) Egy olyan bambuszkalap, ami megvéd a bajjal szemben. (2) Nagy szemek, amivel észlelni lehet a környezetet és segít meghozni a jó döntéseket. (3) Az erényt jelképező szakés palack. (4) Nagy farok, ami állhatatosságot és erőt ad, segít a sikerekben. (5) A hatalmas herék, szerencsét jelentenek a pénzügyi életben. (6) Egy értékpapír, a bizalom szimbóluma. (7) A nagy has merész határozottságot jelképez. (8) A barátságos mosoly.
A Kamakura- és Muromacsi-korból fennmaradtak tanukikról olyan mondák is, ahol vészjósló gonosz alakként jelennek meg. Például ebben a korban íródott otogizósiban található "Kacsi-kacsi Jama" című történet is ilyen. Ez a mese egy olyan tanukit mutat be, aki agyonüt egy öregasszonyt bottal. Majd miután megfőzte, felszolgálja azt a mit sem sejtő férjének. A folklórban fent maradt egy ironikus recept is "Tanuki leves" névvel. A legtöbb történet azonban ártalmatlan lényként mutatja be ezt az állatot, aki a társadalom tevékeny és hasznos része. Több kolostornak vannak legendái arról, hogy egy régi szerzetesük valójában alakváltó tanuki volt. Mielőtt átváltozik, a tanuki falevelet tesz a fejére. Főleg nagy pocakú, nőcsábász csavargók vagy kolduló szerzetesek alakját öltik magukra. Néha úgy tartották, hogy a tanuki valójában egy Cukumogami, egy olyan használati tárgy, ami életre kel, miután legalább száz évig használták. Egy híres történet, a „Bunbuku Csagama” egy olyan tanukiról mesél, aki teáskannává változott, így tréfálva meg egy szerzetest. Egy másik legenda azt meséli el, hogyan csapott be egy tanuki egy vadászt azzal, hogy faággá változtatta a karjait, és egy fa mögé állva időnként kinyújtotta azokat. A mesebeli tanuki imádja a szakét. Az italért azonban sosem fizet, csak pénznek álcázott faleveleket ad a kocsmárosnak, s mire a trükkre fény derül, a tanuki már árkon-bokron túl jár.

##### Kicune

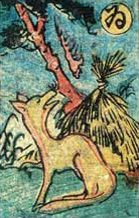
Egy 19. századi obake karuta (szörny kártya), egy Kicune képével

A Kicune (狐, きつね, ki·cu·ne) szó japánul annyit tesz, róka. A japán nyelvben rendszerint ezzel a fogalommal jelölik a róka szellemeket is a hétköznapi rókák mellett. Az ősi időkben minden rókának spirituális erőt tulajdonítottak. Ezért nincs semmilyen nyelvi elkülönítés sem. Úgy tartották, egy róka százéves korától válik képessé az alakváltásra, ekkor tesz szert spirituális erőre.
A kicune mondák kialakulásában legfőbb szerepet az játszik, hogy az ősi Japánban a rókák az emberek közelében éltek. Hagyományosan a rókákat tekintették az Inari nevű sintoista kamik hírvívőinek. Ezáltal megnőtt természetfölötti jelentőségük a köztudatban. Elsődleges tulajdonságukként az emberré változást szokták megemlíteni. Minél több farka van, annál bölcsebb, öregebb és hatalmasabb egy kicune. A legidősebb és legkiválóbb rókák a kilenc farkúak, társaik közt is a legmegbecsültebb egyedek. Néhány népmese azt mondja, hogy egy róka csak akkor tud további farkakat növeszteni, miután élt 1000 évet. Az egy, öt, hét, és kilenc farok a leggyakoribb a történetekben. Állítólag mikor egy rókának kinő a kilencedik farka, fehérré vagy arany színűvé válik a bundája. Bizonyos esetekben a kicunének emberré változásának ideje alatt is megmarad a farka. A történetek igen intelligens és bölcs lényekként ábrázolják őket, ami koruk előrehaladtával csak gyarapodik. Sok történet ravaszdi alakként mutatja be a kicunét, aki alakváltó képességével rászedi az embereket. Máshol azonban úgy festik le, mint hűséges őrzőt, barátot, szeretőt vagy éppen feleséget. Számtalan legendában a kicune megszállja egy nő testét vagy átváltozik azzá. Ilyen formában meghódít egy férfit, bűbájt bocsátva rá, és megtréfálja azt. Ám ha ekkor a mit sem sejtő ember feleségül veszi a rókát, szerető asszonyként fog viselkedni az, egészen addig, amíg ki nem derül valódi kiléte. Az Inarikat szolgáló kicunét, zenkonak (善狐, kb. jó róka) nevezik. Őket égi rókáknak, fenségesnek tekintették, és egyszerűen Inari rókáknak is hívták. A kicunék egy másik fajtája a jako (野狐, kb. mezei róka, más néven nogicune). Ő az, aki ravaszul, rosszindulatúan viselkedik. A helyi legendák további különböző kicunéket hoztak létre. Például a ninko egy olyan láthatatlan rókaszellem, amit az emberi lények csak akkor tudnak észlelni, amikor az megszállja őket. A középkori Japánban erősen élt az a hit, hogy ha egy nő egyedül sétál az éjszakában, az valójában egy kicune.

##### Mudzsina
A Mudzsina (貉 vagy ムジナ) a borz régi japán elnevezése. Pár régióban a tanukikkal vagy pálmasodrókkal helyettesítik. További zavarokat okoz, hogy néhány területen a borzhoz hasonló állatokat mind "maminak" hívják. Emellett Tocsigi régió egy részében a borzokat, a mosómedvéket, és a tanukikat egyaránt mudzsinának nevezik. A kavarodás oka abban keresendő, hogy a régi időkben vélhetőleg sokszor összekeverték a mudzsinat és a tanukit, mivel ránézésre ez a két állat alig különböztethető meg egymástól. Ahogy a tanuki és kicune, úgy a mudzsina is egy alakváltó, embereket megtréfáló, pajkos lény. Lafcadio Hearn, egyik története révén vált népszerűvé a mudzsina egy formája, az "arc nélküli szellem". Angol nyelvterületen, helytelenül mudzsinaként emlegetik, míg az eredeti japán elnevezése noppera-bó, ennek a jókainak. Azonban a noppera-bó, nem csak borz, hanem más szellem is lehet, ami átváltozott arc nélküli emberré. A mudzsina apró, fura, rakoncátlan állat, a japán folklórban. Természetéből fakadóan rémisztő, de nem ténylegesen rosszindulatú, vagy erőszakos lények. Szeretnek bárkiből tréfát űzni, de különösen a gonosz embereket kínozzák, azzal a céllal, hogy az a többiek számára bolondnak tűnjön. Úgy gondolták, a mudzsina az alakváltás és a bűbáj nagymestere. Egy történet arról számol be, hogy egy mudzsina, buddhista szerzetesnek álcázta magát, és hat évig élt egy öreg kolostorban. Aztán meggondolatlanul hagyta, hogy meglássák a farkát. A mudzsinák is képesek bidzsúvá, azaz sok farkú állattá változni, a kicunéhez hasonlóan. Ezek közül, leggyakrabban a hét, vagy kilenc farkú egyedek tűnnek fel, és úgy mint a rókáknál, itt is a kilenc farkúak a legkiválóbbak, legmisztikusabbak. A több farokkal rendelkező borzokat "kakunak" is nevezik. A kakuk a legkisebb bidzsúk, és remekül álcázzák magukat a földben, a földmágia mesterei. Nagyon nehéz eggyel is összefutni. A mudzsina föld alatt vadászik zsákmányára, olyan módon, hogy áldozata alatt kiás egy darab földet, és megvárja amíg az a nyitott szájába pottyan.

##### Bakeneko és Nekomata

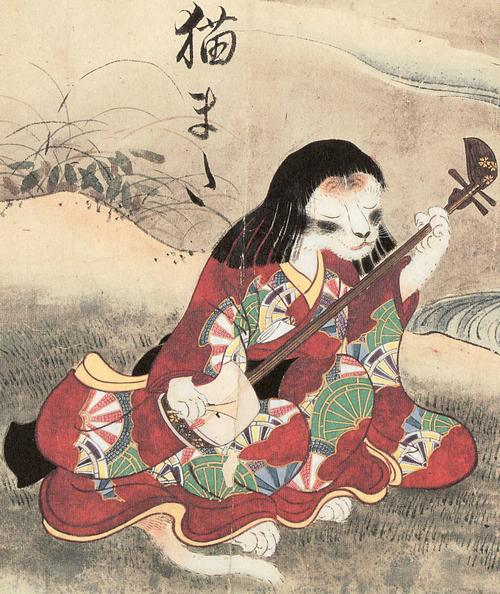
Szavaki Szúsi, 1737-es Nekomata ábrázolása

A bakeneko, (化け猫, "alakváltó szellem-macska") egy olyan macska a japán folklórban, amely természetfeletti erőkkel rendelkezik, a többi henge jókaihoz hasonlóan. Bakeneko akkor lesz egy hagyományos macskából, ha kora meghaladja a 13 évet, súlya pedig az egy kant (négy kiló), majd a farka hirtelen megnő. A bakneko bármilyen kisebb, nagyobb dolgot képes felfalni ami az útjába kerül, de egyik különös eledele, egy ember által ismeretlen kígyófaj mérge. Úgy gondolták néhány rosszindulatú bakeneko felfalja az embereket, és átveszi annak szerepét. Egy híres történet például, egy Takaszu Genbei nevű emberről szól. Akinek eltűnt a macskája, emellett az édesanyja drasztikusan megváltozott az utóbbi időben. Az ételét mindig a szobájában fogyasztotta, és mikor az aggódó család megleste, döbbenten látták, hogy az asszony ruhájában egy macskaféle szörny eszik állati tetemeket. Némi hezitálás után Takaszu elpusztította a szörnyet, amely az édesanyja alakjában rejtőzködött. S mikor az kilehelte lelkét, a tetem visszaváltozott az eltűnt macskává. Eztán felszedette a szoba padlóját, de ott már csak az anyja lerágott csontjait találta. Egy babona szerint friss holttest közelébe nem szabad macskát engedni, mert egy égből alászálló macska formájú szellem képében megszállja a testet, és ezzel egy veszélyes szörnyeteget a "kasat" hozza létre. Mivel a régi lámpásokba az olajat halból nyerték ki, úgy tartották, ez az anyag közelebbi kapcsolatba hozza a bakenekot a szellemvilággal, mint más jókaikat. A macskák híresek voltak hűtlenségükről, és úgy tartották, ha egy odaadó, és önfeláldozó gazdával van dolguk, akkor nyugodt szívvel felfalják azt. Egy idő után a bakeneko farka ketté válik, ekkor megnő a hatalma és ettől kezdve nekomatának (猫又, ,猫叉, vagy 猫股 "macska-szörny") hívják. A nekomata egyes leírások szerint képes irányítani a halottakat kettéhasadt farkának mozdulataival. Ezt általában saját szórakoztatására teszi. Azonban ha a macska nem érzi magát jól egy háznál, akkor  fennáll a veszélye annak, hogy bosszúból megeleveníti a család elhunyt tagjait, ezzel fájdalmat okozva nekik. Ezért a nekomatákat állandó figyelemmel kell kitüntetni, ételt és tiszteletet adni nekik. Nagyon sértődékeny, bosszúálló lények. Mások szerint a kétfarkú macskák kísérteties tűzcsóvákat képesek létrehozni, és hátsó lábaikon járnak. A nekomata létezésében sokan hittek, és állítólag ezért tenyésztettek ki olyan sok rövidfarkú macskát Ázsiában. A japán Bobtail farka leginkább a nyúléra hasonlít. A bakeneko egy másik formája a maneki neko. A jószívű macskák több története varázslatos hatalommal, vagy emberhez hasonló intelligenciával ruházta fel őket. Ez magyarázhatja a híres integető kerámiamacskák, a maneki nekók létezését. Amely állítólag jószerencsét hoz, és mára világszerte kedvelt talizmán. A maneki nekok olyan története ismert például, mint amikor egy szegény kolostor előtt állt egy gazdag ember, és egy macska az integetésével elcsalta az illetőt, mielőtt a villám belecsapott volna a fába, ami alatt állt. Meséltek olyanról is, hogy egy magas rangú gésa macskája, mentette meg úrnője életét, olyan módon, hogy megölte a nőre leselkedő kígyót. De ott van az a történet is, ami a macskaszobrok kialakulásának a legendája. A mese azt állítja, hogy egy nincstelen asszony álmában megjelent elhunyt macskája, és azt mondta gazdájának, hogy kezdjen el kerámiamacskákat gyártani és árulni. Emellett macskákról is szólnak olyan történetek, mint a rókákról, amikben felvették egy nő, vagy lány alakját. Hozzámentek egy emberhez, odaadó feleségévé válva annak. De olyan legendák is fennmaradtak, ahol egy macska, kislány formájában jelent meg egy gyermektelen családnál, hogy boldoggá tegye az életüket.

##### Hebi
A Hebi, (ヘビ) szó szerint kígyót jelent. Japánban rengeteg dolgot tartottak mitológiai eredetűnek. A kígyók is ilyenek, több történet szereplői. Úgy gondolták, hogy a nőkkel szorosan összefüggenek. Két fajta hebit különböztethetünk meg egymástól, jóságost, és gonoszt. Az egyik monda, például azt meséli el, hogy egy kígyó asszony él a tenger mélyén, palotájában, aki az óceán istenének lánya. S ha férfiember találkozik vele, odaadó és gondoskodó feleség válik belőle. Aztán mikor az ember visszatér a világába, különleges hatalmakat és gazdagságot ad neki. Egy legenda, az "Urasima Taró", amit Japánban már a kisiskolások is ismernek, egy másik hebit mutat be. A történet egy fiatal halászlegényről szól, aki egy éjszaka a viharban halászva kifog egy tarka teknőst. A teknős könyörög az életéért, a halásznak megesik rajta a szíve. Ezért az állat leviszi a fiút a tenger mélyére, a kígyó asszony palotájába. Aki feleségül megy a legényhez, ám arra három év elteltével rátör a honvágy. Így hitvese ad neki egy ékszeres dobozt, de a lelkére köti, semmilyen körülmények közt ne nyissa ki azt. Eztán a teknősbéka visszaviszi a halászt a falujába. Ám megdöbbenve tapasztalja, hogy a boldog három év valójában három évszázad volt. Majd kinyitja a dobozt, a haja hirtelen megőszül, a bőre összesorvad, és teljesen elporlad a teste. A kígyólegendák, ma már nem olyan népszerűek, mint évszázadokkal ezelőtt, de sok helyütt fent maradtak a köztudatban. Bizonyos japán mítosz, olyan hatalmas nyolcfejű hebiről számol be, amely fogságban tart egy hercegnőt. Másik híres fajtája a hebiknek, a Cucsinoko (ツチノコ or 槌の子). Kanszai-régióban és Sikoku szigetén, ezen a néven ismerik, északkelet Japánban pedig, Bacsi hebinek (バチヘビ) hívják. De számtalan további elnevezése ismert. A cucsinokot 30–80 cm hosszúságunak, a farka és a feje közt, egy átlagos kígyónál jóval szélesebbnek írják le. Fogai és mérge, hasonló mint a viperáé. Képes akár méteres ugrásokra is, közülük sok beszélni is tud, és kifinomult érzékkel hazudnak. Néhány legenda arról számol be, amint a Cucsinoko bekapja saját farkát, és karikát formálva, gurulva közlekedik. Számos történet mesél még olyan hebikről, akik valaha emberek voltak, ám kígyó formában születtek újra, különböző okokból kifolyólag, és így nyerik el a megvilágosodást.

##### Ókami

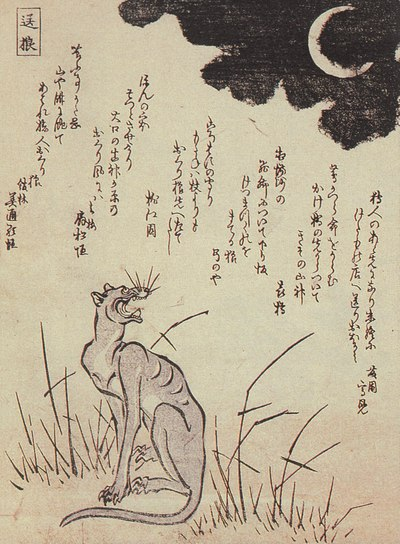
1853-as Okuri ókami festmény

Az Ókami, (狼) annyit tesz, farkas. Egyéb nevei: Okuri inu (送り犬, "kísérő kutya"), Okuri ókami (送り狼, "kísérő farkas"), vagy Jama inu (山犬, "hegyi kutya"). Japánban hivatalosan kétféle farkasról beszélhetünk. Az 1905-ben kihalt "Honsú farkas" (Canis lupus hodophylax), és hokkaidói rokona, amely 16 évvel korábban jutott erre a sorsra. A honsúi a világ egyik legkisebb méretű farkasa, mégis az emberek körében hatalmas tiszteletet vívott ki magának. Legfőképp Japán sűrű hegyi erdeinek közelében élők, mondáiban és vallásában élnek legerősebben az ókamik. Az ilyen vidéken élők tudatában szilárdan él a hit, hogy ez az állat valójában még nem halt ki, és a mai napig érkeznek újabb beszámolók, a farkas észleléséről. Ahogy a rókáknak, vagy tanukiknak, úgy a farkasnak is erős természetfeletti hatalmat tulajdonítanak. Ám a kis rakoncátlan szőrös állatokkal ellentétben, akik abban lelik örömüket, hogy rászedik az embereket, az ókami becsületes, és megfelelő közeledés esetén, jóindulatú bestia. Erős asszociáció van e lény, és a hegyek kamija közt, de néznek rá háziállatként, hírvivőként, (お使い, ocukai) vagy az istenek avatárjaként. De maga a farkas is tekinthető istenségnek, hiszen nevének etimológiája (大神, ókami) azt jelenti, "Nagy kami". Egyike a híres farkas alakoknak, a Szaitama régióbeli, Micumine szentély kamija, az Ógucsi no makami, (大口真神, "a nagy száj valódi istene") mely a helyi folklór gyakori szereplője. A farkasok egy általános elnevezése a jama inu, avagy "hegyi kutya", úgy tartották, hasonlóan mint háziállat rokonaik, ők az emberiség védelmezői a vadonban. Az okuri inu, vagy okuri ókami ("kísérő farkas"), Japán déli vidékeinek (Honsú központja és Sikoku) egy természetfeletti lénye, követi az embereket a hegyekben, és oltalmazza őket, akár más farkasoktól is. Azonban úgy tartják, két fajtája lehet az okuri ókaminak, az egyik aki azért követi az embereket, hogy megvédje őket, a másik pedig aki becserkészi és felfalja azokat. Más elmesélésekben egyetlen farkas is viselkedhet teljesen eltérő módon, ezt az adott ember megnyilvánulásai befolyásolják. De úgy tartották, ha valakit farkas támadás ér, ám az illető nem tanúsít ellenállást, és könyörög az életéért, akkor az ókami védelmébe fogja venni. Az okuri ókami történetekben, az emberek gyakran jutalmazzák meg a farkasokat kedvenc eledelükkel (só, vagy azuki bab és rizs), míg el nem érik céljukat, hogy biztosítsák a jó kapcsolatot ezekkel a teremtményekkel.

##### Inugami

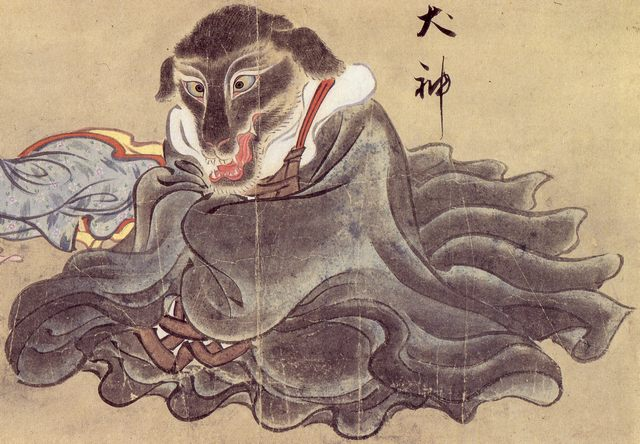
Szavaki Szúsi, 1737-es Inugami ábrázolása

A Japán mitológiában, az Inugami (犬神, "kutya isten") egyfajta sikigami (式神). A japánok a kutyát is szellemi hatalommal ruházták fel. Úgy gondolták, hogy ezek a hűséges állatok jókai erejüket arra használják fel, hogy emberi alakot öltve elűzzék a környékről a gonosz szellemeket, ezzel megvédve gazdájukat, az "inugami mocsit". Az inugamit azonban nem ábrázolják mindig ilyen barátságosnak. Egyes leírások szerint az inugami a hajdan kedvencként tartott kutyák szelleme, melynek természete nagyban függ attól, hogy gazdája hogyan tartotta őt. A halálból visszatért kutyák lelkei gyakran bosszúszomjasak. Egyik módszer alapján úgy lehet inugamit létrehozni, ha egy kiéheztetett kutyát kiköt a gazdája, majd a mozgásterén kívülre egy tál ételt rak elé. Mikor a kutya erőlködik, hogy elérje az eledelt, gazdája lecsapja a fejét. Ezután egy út szélén kell eltemetni az állatot, majd a megfelelő ráolvasás után a jókai megjelenik. Ha a szellem megidézője nem tapasztalt onmjódzsi volt, akkor az inugami kezelhetetlenné, válhat és nagy pusztításokat végezhet, amíg bosszúszomja le nem csillapodik. Úgy tartották, akik önző céloktól vezérelve hoztak létre inugamit, hogy másokat kizsákmányoljanak vagy rettegésben tartsanak, elpusztítsanak, azok nagyon ráfáztak ezzel a jókaival. Mindazonáltal az inugami hűséges társa lehet az onmjódzsinak, vagy akár más szellemeknek is. A japán mitológia szerint az emberi alakot öltött inugami akár emberrel is képes szaporodni. Úgy tartották, hogy az inugami üldözése, átka alól szinte lehetetlen megmenekülni, elszökni. Csak egy tapasztalt ördögűző vagy szerzetes volt képes megszabadítani a bajbajutottat ettől a jókaitól.

##### Cucsigumo és Dzsorógumo

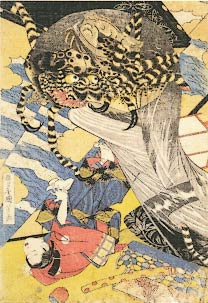
Utagava Kunijosi; "Minamoto no Jorimicu csatája egy Cucsigumoval"

A Cucsigumo (土蜘蛛) más néven Jacukahagi (八握脛), úgy sejtették, egészen az Aszuka-kortól fogva, hogy Japán hegyvidékeiben él. A név "Föld pók"-ot jelent. Vélhetőleg az Atypus karschi észlelt testi jellemvonásainak, eltúlzott bemutatása miatt. A cucsigumók a japán mondavilágban meglehetősen előkelő helyet foglalnak el, így nagy befolyásuk van a többi szellemre is. Egyes leírások úgy tartják, hogy elsősorban Japán déli részén, barlangokban  éltek, hosszú végtagokkal rendelkeztek. Mások szerint ezek a cucsigumok valójában nagyon is emberiek voltak, vagy egy tolvajszervezethez tartoztak vagy egy másik kultúra tagjai voltak akik a déli barlangokban húzták meg magukat. Gúnyszóként használták a banditák és egyéb gonosztevők említésekor, utalva arra, hogy őket e torz lény rokonaiként tartják számon. A legismertebb történet róla Raiko (Minamoto no Jorimicu) legendája. Mikor megbetegedett egy különös idegen látogatta meg. Egyesek szerint egy nő volt különös aurával, mások szerint egy szerzetes alakjában érkezett. Abban viszont már egyet értenek, hogy testéből kibocsátott pókhálókkal fonta körül a beteget. A mozgásképtelenné vált férfi azonban megtörte a jókai varázsát, és megsebezte egy pengével. Az vérnyomokat hagyva elmenekült. Amit követve elértek egy barlanghoz, mely mellett emberi csontok hevertek. Raikonak végül sikerült elpusztítania a szellemet. A legendák szerint ő volt az a férfi aki végül száműzte a cucsigumokat Japánból. Egy másik történet pozitív fényben mutatja be e szörnyet. Ebben a mesében Raiko fogságba ejt egy cucsigumot. Az megesküszik, hogy háromszor megmenti Raiko életét. Végül megtartja a szavát. Az utolsó pillanatban menti meg mikor tengerbe hajítják. Egyik verzióban rákká válik, másikban egy jókai segítségével sikerül a mentőakció.
A pókszellemek más formája a Dzsorógumo (女郎蜘蛛;　じょろうぐも – Prostituált pók). Más néven Rakusinpu (絡新婦; összefonó menyasszony), vagy Madara-gumo (斑蜘蛛; foltos pók). Ez a jókai a Nephila clavata nevű pókról lett mintázva. Bár mára már megállapított, hogy ez a fajta póknak nincs mérge, a régi időkben úgy tartották, természetfeletti erejével igen erős mérget szór. Ez a veszélyes jókai vörös, fekete, zöld és sárga foltos, igen torz teremtmény volt, hosszú fekete végtagokkal megáldva. Azt gondolták a mérge a világon a legveszélyesebb, hosszú hegyes potroha van, és igen erős sárga hálót sző. Nem bírja a napfényt, és úgy tartották az egyetlen pók amely vérrel rendelkezik. A néphiedelmek szerint az öreg dolgok gyakran termelnek fényt, ezért erről a bestiáról is úgy tudták, világít a potroha, de nem olyan erősen mint a szentjánosbogaraké. Olykor váratlanul tűnt fel sötét éjszakákon, vagy esős időben.

### Cukumogami
A Cukumogami, (付喪神, "varázstárgy szellem") a jókaik egy csoportja. A 16. századi otogizósi képtekercsben, a Cukumogami Emaki előszava az alábbit írja: "Mikor egy tárgy eléri a százéves kort, lelket kap, átalakul, életre kel, gyakran megbabonázza az embereket, ezt nevezzük Cukumogaminak."

#### Története

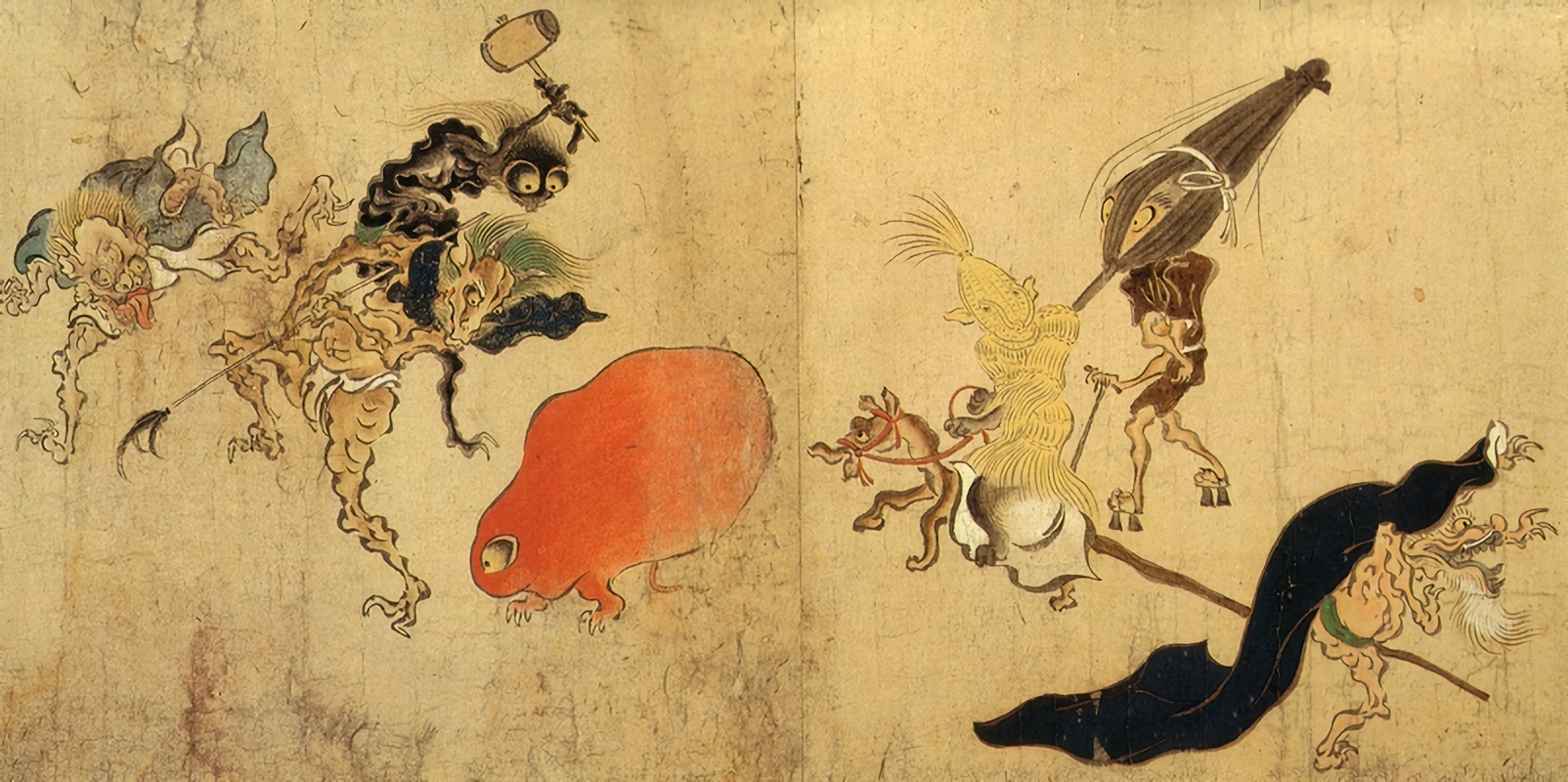
Cukumogamik csoportja

Az említett tekercsben szerepel a cukumogamik kialakulásának története. Ez a história bosszúálló cukumogamik csoportjáról számol be, amiket szuszuharai (év végi nagytakarítás) idején dobtak ki, miután azok száz évig szolgálták gazdáikat. Ezért ezek a tárgyak féktelen haragra gerjednek, a hálátlan  emberekkel szemben. Ám egy Icsiren Njúdó nevű buddhista rózsafüzér megpróbálja megnyugtatni társait. De egy Arataró nevezetű másik tárgy rátámad Icsirenre, aki így az életéért kénytelen elmenekülni. A történet szerint egy öreg tekercs, Kobun mester tanítja meg a tárgyakat az alakváltás művészetére. Egy onmjódó szertartást, a jin és jang tudományát hajtják végre. Megvárják a Szecubun idejét, amikor a jin és jang helyet cserél, ekkor eldobják életüket, majd a mindenség formáló ereje, új és szörnyűséges testtel ajándékozza meg őket. Ezt követően képessé válnak számtalan alakot felvenni. Eztán véres bosszút vesznek, felfalják korábbi gazdáikat és jószágaikat. Majd féktelen mulatozásba kezdenek és áhítattal adóznak a teremtés istenségének. Azonban a császár egy szerzetes segítségével sarokba szorítja a szörnyeket. A legyőzött cukumogamik végül elfogadják sorsukat és elismerik, rossz úton jártak és megtérnek a buddhizmusban. Felkeresik az öreg Icsirent, aki visszavonultan él a világtól. Megbocsát régi barátainak, és rábírja őket, hogy a buddhizmus singon szektáját kövessék, ami szerinte a leggyorsabb út a nirvánába. Nem áll rendelkezésre túl sok forrás a cukumogamikról, de legendájuk Japán-szerte ismert volt.

#### Főbb képviselői
A jókaikon belül talán a legnépesebb csoport. Számtalan fajtájuk ismert, hisz Japánban élénken élt az elképzelés, miszerint minden tárgy amely eléri a százéves kor, cukumogamivá válik. Alább a történetekben legnagyobb gyakorisággal feltűnő típusok kerülnek bemutatásra:

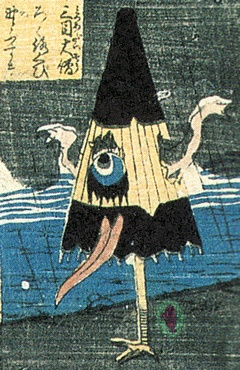
Josikazu Utagava 19. századi festménye

##### Karakasza
Karakasza, (唐傘) más néven; Karakasza-obake (唐傘お化け) Kasza-obake, vagy Kasza-bake. Ez az életre kelt olajozott papír napernyő, messze a leghíresebb Cukumogami. Olyannyira, hogy gyakorta tűnik fel képregényekben, filmekben, vagy videojátékokban egyaránt ez a bohókás figura. Egy különc elbűvölő teremtés, rendszerint barátságosabb a többi bosszúálló Cukumogaminál. Gyakran ábrázolják elhasznált rongyos állapotban. Jellemzően egy szemmel festik le, nyitott szájából kilógó hosszú nyelvvel, és egy lábbal amin getát hord. Ezek a szellemek mind nagy csalók, szeretik az embereket megijeszteni, megtréfálni. De emellett igen játékosak, így bárkivel szívesen játszanak egyet. E lények felettébb szeretnek esős napokon a szélben szállni

##### Bakezori
A Bakezori   (化け草履; ばけぞうり) tulajdonképpen egy életre kelt zori, azaz szalmából készült szandál. Úgy tartották, amelyik lábbelivel rosszul bántak és kidobták, éjjelente visszatér a házba, keresztül-kasul rohangál és azt üvöltözi: "Kararin, kororin, kankororin!" Azaz: "Három szem, három szem, két fog!" Vélhetőleg ilyenkor fából készült "rokonukat" a geta szandált utánozzák, amelynek hasonlóan szól a kopogása, mint ez a felkiáltás. A getán három lyuk található, ahova a szíjat fűzik be, és azt három gombbal rögzítik, továbbá két fadarab áll ki a talpából. A mondóka szövege tehát valószínűleg erre utal. Rendszerint egyetlen hatalmas szemmel, széles szájjal, kiöltött nyelvvel, és emberi végtagokkal ábrázolják e szörnyet.

##### Csócsinobake
A Csócsinobake, (提灯お化け; papírlámpásszellem) a csócsin nevű bambuszból és papírból, vagy selyemből készült lámpásból jön létre. Jellemzően egy szemmel, és a tátott szájából kilógó hosszú nyelvvel szokták ábrázolni.

##### Ittan-momen
Ez a jókai kizárólag Kagosima régió hitvilágában élt. Úgy tartották egy ártalmatlannak látszó, körülbelül tíz méter hosszú, fehér pamutdarab, mely a széllel szál az éjszakai égen. Ám ez a szellem kegyetlenül vadászott a gyanútlan emberekre, s mihelyt áldozatra lelt, szorosan rátekeredett annak fejére és nyakára, így fullasztva meg prédáját. Ha egy ember sikeresen hárította a szellem támadását és vágást tudott rajta ejteni kardjával, akkor az vérnyomokat hagyott maga után. Ezért él olyan élképzelés is, mi szerint az a jókai valójában nem is egy Cukumogami, hanem alakváltó állatszellem.

##### Kameosza
Ez a Cukumogami kivételes, hiszen áldásos volt ilyen tárgyat birtokolni, a többséggel ellentétben jóindulatú az emberekkel szemben. Ez az öreg szakés korsó kinézetre meglehetősen ijesztő, jobbára egy szőrös manóhoz hasonlatos. Végtagokkal rendelkezik, az arcát pedig a felszínén található repedések hálózata alkotja. Azonban miután hosszú évekig használatlanul hevert valahol, egy olyan varázsitalt kezd el termelni, mely út a menny és föld között. S eztán ha megtöltik rizzsel, borral, vízzel, vagy bármilyen folyadékkal, utána kimeríthetetlen adagot termel abból ez a tárgy.

### Oni
Az Oni a japán mondavilág egy teremtménye, hasonló a nyugati démonokhoz, trollokhoz, emberevő óriásokhoz. Gyakori szereplői a japán művészetnek, irodalomnak és színháznak. Nevének eredete tisztázatlan. De vélhetőleg az "On" (隠) szóhoz kapcsolódik, ami a kandzsi kínai olvasatában "rejtőzködést" jelent. E szerint az Oni eredetileg egy láthatatlan ártó szellem, istenség lehetett, aki természeti csapásokkal, járványokkal és egyéb katasztrófákkal sújtotta az embereket. Ez a jókai végül magába olvasztotta az indiai eredetű "buddhista" ráksasza és jakasa démonok és a gakinak nevezett, vámpírszerű szellem tulajdonságait, így nyerte el modernebb ogre-szerű formáját.

#### Áttekintés

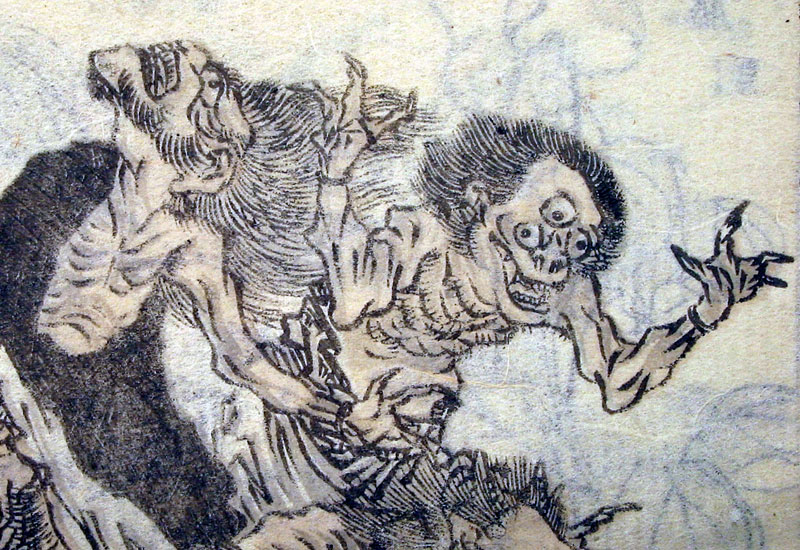
Háromszemű oni

A japán hitvilág szerint az onik, Enma-Ó ördögi szolgái, ők kínozzák meg a bűnösöket Dzsigokuban, vagyis a japán pokolban. Ezeket a lényeket számtalan módon ábrázolják, de többnyire hatalmas szörnyeteg, ritkán apró termetű, éles karmokkal, bozontos hajjal és általában szarvakkal a fején. Ettől eltekintve emberszerűek, természetfeletti mivoltukat azonban szokatlan számú ujjakkal, vagy szemekkel is gyakran ábrázolják. A bőrük színe széles skálán pompázhat, megszokottnak tekinthető a kék, fekete, lila, bíbor, barna, zöld, fehér, és különösen a vörös. Arcuk többnyire emberi, de gyakran majom, valamilyen fenevad, olykor madárszerű. Szarvaik is lehetnek eltérőek, bikaszerű tülkökkel, agancsokkal, antilopszerű csavart szavakkal is rendelkezhetnek akár. Ritkán hordanak ágyékkötőn kívül más ruházatot. Kanobóval (金棒), vagyis szögekkel kivert bunkósbottal, rendszerint ezzel a fegyverrel ábrázolják az onikat, de különböző ábrázolásokon egyéb brutális eszközökkel is feltűnnek. A buddhista alvilág Onijai, vagyis Enma-Ó a pokol királyának büntetés végrehajtói, két csoportra oszthatók, egyik az aka-oni (vörös oni), másik az ao-oni (kék, vagy zöld oni). De a pokolbéli onik mellett más fajtájuk is ismert akik az emberi világban okoznak pusztítást. Hegyekben, lakatlan vidékeken élnek, felhőkön vágtatnak, a szél és vihar szellemei. A folklórban túlnyomó részben rosszindulatú, emberevő és pusztító lények, akiket bátor hősök igáznak le. Azonban némely esetben az onik védelmező funkciót is betölthetnek.

#### Démon kapu
Az onik megjelenésének másik formája, a kínai hatás alatt kialakult Onmjódóhoz köthető. E szerint az északkeleti irányon a kimonon (鬼門) vagyis "démon kapun", keresztül utaznak át a gonosz szellemek. A tizenkét állatöv alapján kinevezett irányok szerint, a kimont ismerték usitoraként (丑寅) is, vagyis "bika tigris" irányként. Innen alakult ki a bikaszarvakkal, macskaszerű agyarakkal és karmokkal ellátott, tigrisbőr ágyékkötőt viselő onik ábrázolása. A templomokat gyakran szembe építik az északkeleti iránnyal, és általában L-alakúak, hogy védje az onik támadásától a települést. A  Hiei hegyi Enrjakudzsi templom, Kiotó központjának északkeleti pontján található, ahogy az Edó kastélyban lévő Kaneidzsi is. Vélhetően e hiedelem miatt helyezték át a fővárost is Nagaokából Kiotóba a 8. században.

#### A folklórban

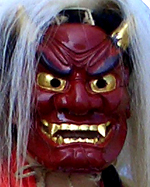
Oni maszk

Az onik hite egyik kulcspontja a szecubunnak, vagyis a tavaszköszöntő ünnepnek, mely a régi holdnaptárakban az újév eljövetele volt. Ilyenkor szimbolikusan elűzik az oni-maszkot viselő embereket a balszerencsével és a gonoszsággal együtt. Régen több eszközt is alkalmaztak oniűzésre, többek közt úgy tartották, az égő szardínia bűze elűzi e szörnyeket. Manapság szójababot szoktak szórni, (amit állítólag utálnak az onik) miközben azt kiáltják: "Oni va szoto! Fuku va ucsi!", vagyis; "Az Onik kint vannak! A boldogság bent marad!". Úgy tartották a majom szobrok védelmet nyújtanak az onik ellen, mivel a majom szó japánul szaru homofón az "eltávozni" szavukkal. Mára az Onik elvesztették eredeti rendkívüli gonoszságukat és néha már inkább védő szerepet töltenek be. Amikor a japán parádékon emberek, oni-jelmezekbe öltözve mulatnak, azt azért teszik, hogy elkerüljék a balszerencsét. Néhány épület tetejének végén található cserép oni-arcot mintáz, ezeket onigavará-nak (鬼瓦) nevezik, és a funkciója, hogy elűzze a háztól a balszerencsét és mindenféle rosszat, hasonlóan a nyugati világ vízköpő szörnyeihez. De ezek mellett is számtalan helyen felbukkannak az Onik a japán hagyományokban.

### Emberi torzulások
A japán mondavilágban rengeteg olyan jókai létezik, amely emberi külsővel rendelkezik, azonban valamilyen feltűnő fizikai torzulás található a testén. E lények általában, valóban emberek voltak hajdanán, azonban valamilyen érzelmi törés következtében, félelmetes, groteszk külsejű teremtményekké váltak.

#### Főbb típusok
Ezeknek a szörnyeknek számtalan fajtája található meg az ősi feljegyzésekben. Közös jellemzőjük egyedül az emberi külső. Alább főbb képviselőiket mutatjuk be:

##### Futakucsi-onna

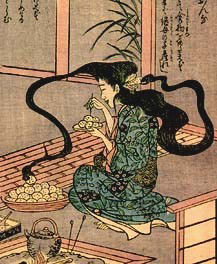
Futakucsi-onna

A Futakucsi-onna (二口女 (ふたくちおんな) "két szájú asszony") olyan nő, aki az arcán található száján kívül, rendelkezik egy második, teljesen funkcionális második szájjal is. Ami a koponyája hátsó részén, a haja alatt található, benne fogakkal és nyelvvel. Több különböző történet szól arról, hogyan alakul ki egy Futakucsi-onna. De leggyakrabban olyan nők válnak ilyen szörnnyé akik nagyon keveset esznek. Többnyire olyan asszonyok akik mérhetetlenül zsugoriak, olyannyira, hogy maguktól és akár gyermekeiktől is megvonják az étkeket. Ezt követően általában egy tragédia után kezdődik meg az átváltozás, azzal, hogy megjelenik a második száj, fejük hátsó részén. Aztán ez a száj gyűlölködő és fenyegető dolgokat kezd el motyogni, hogy az asszonyt evésre bírja. Ha ezután sem táplálják, obszcén dolgokat kezd el sikítani, ezzel hatalmas fájdalmat okozva gazdájának. Végül a nő haja mozogni kezd, mint két kígyó és elkezdi táplálni őt. A Futakucsi-onnaról szóló történetek hasonlóak, mint a Rokurokubiról, Kucsiszake-onnaról és a Jama-ubaról szólóak, ahol egy asszonyt súlyos átok ér, vagy természetfeletti betegség, ami által jókaiá változik. Ezekben a mondákban a nők természetfeletti jellege egészen az utolsó pillanatig rejtve marad, amíg fény nem derül az igazságra.

##### Rokurokubi
Több történet szerint a Rokurokubi (ろくろ首 (ろくろ くび, ’csigás nyak’) olyan jókai, aki egykor normális emberi lény volt, azonban a karma megváltoztatta, mivel megszegte a buddhizmus előírásait. Más történetekben átok eredménye, vagy a személy egyéni vágyainak természetfeletti megnyilvánulása az átalakulás. Nappali megjelenésében teljesen megegyezik egy átlagos nővel, azonban éjszaka képessé válik bármilyen hosszúságúra kinyújtani a nyakát. Ezt gyakran még álmában is megteszi, és az elszabadult fej ilyenkor átvándorol az egész házon, kiszívja az életenergiát az emberekből és állatokból, és felnyalja az olajat a papírlámpásokból. Emellett előszeretettel szeretik ijesztgetni az ajtókon és ablakokon átcsúsztatva a fejüket, az olyan embereket akik kilesték őket. Hogy még sikeresebb legyen a rémisztgetés, gyakran változtatja át arcát egy rettenetes oniéhoz hasonlóvá. A legtöbb rokurokubi valóban baljós természetű, embereket eszik és megissza a vérüket, nem csak megijeszti őket. Ezen démoni lények kedvelt zsákmánya más olyan ember, aki megszegte a buddhista tanításokat.

##### Noppera-bó
Nopperabō szinte minden tekintetben hasonlít egy hétköznapi emberre, és tökéletesen beleolvad az emberi társadalomba. Az illúzió azonban szétesik, ha négyszemközt találkozunk, mivel a nopperabónak valójában egyáltalán nincs arca. Feje üres gömb, szem, orr, száj és bármilyen jellegzetesség nélkül.[forrás?]

##### Dorotabó
A dorotabó legenda a népszerű a japán képzeletben. Azt mondják, valahol Japán nyugati részén történt. A történet egy szegény, de szorgalmas gazdáról szól, akinek egy elhanyagolt földdarabot sikerült szép terméssé alakítania. Egy nap a szegény gazda meghalt, és fia, felelőtlen, lusta és tisztességtelen, italozással és szerencsejátékkal töltötte az idejét, és amikor pénzproblémái voltak, eladta apja farmját, így lelke nem nyugodhatott meg. Egy éjszaka az apa lelke előkerült a sárból, amely egykor a kertje volt, és sírni kezdett pusztított mezője miatt. Aznap éjszaka óta a halott gazdát sírni hallják holt földjén.[forrás?]